# Тепетитан (Табаско)
Тепетита́н (исп. Tepetitán) — небольшой город в Мексике, в штате Табаско, входит в состав муниципалитета Макуспана. Численность населения, по данным переписи 2020 года, составила 1485 человек.

## Общие сведения
Название Tepetitán с языка науатль можно перевести как: место между холмов.
Первое упоминание о поселении относится к 1525 году, когда через эти места проходила экспедиция Кортеса.
В 1571—72 году Тепетитлан посетил доминиканский монах Педро Лоренсо.
В 1930 году поселению был присвоен статус вильи.
Город расположен на берегу одноимённой реки в 25 км восточнее административного центра, города Макуспана, и в 70 км восточнее столицы штата, города Вильяэрмоса.

## Население
| Год  | Численность | Численность |
| ---- | ----------- | ----------- |
| 2000 | 1504        | [ 7 ]       |
| 2005 | 1543        | [ 8 ]       |
| 2010 | 1431        | [ 9 ]       |
| 2020 | 1485        | [ 10 ]      |